# ساريا ميرزانوفا
ساريا فضولوفنا ميرزانوفا (بالبشكيرية: Сәриә Фазыл ҡыҙы Әмирйәнова)؛ (24 ديسمبر 1924 - 25 نوفمبر 2000) - عالمة لغوية مشهورة من الباشكير، عالمة تركية، دكتوراه في علم اللغة (1985)، وسام خادم ثقافة الجمهورية الاشتراكية السوفياتية الباشكيرية ذاتية الحكم (1985).

## سيرة ذاتية
وُلدت ميرزانوفا ساريا فزولوفنا في 24 ديسمبر 1924 في قرية كوسكاروفو بإقليم تاميان-كاتايالتابعة لجمهورية الاشتراكية السوفياتية الباشكيرية ذاتية الحكم (وهي الآن القرية التي تحمل الاسم نفسه في مقاطعة أبزيليلوفسكي في جمهورية باشكورتوستان). 
بعد المدرسة، التحقت ساريا ميرزانوفا بمدرسة تيمياسوف باشكير التربوية وبدأت العمل كمدرسة للغة والأدب الروسي في مدرسة عسكروف الثانوية. 
- في عام 1948، بعد تخرجها من معهد مانايتاغورسك للمعلمين، وحتى عام 1955 عملت مدرسةً للغة والأدب الروسي في مدرسة سيبايبسكايا الثانوية رقم 14. خاباروفسك.
- في عام 1955، بدأت العمل كمساعد مختبر أقدم في معهد تاريخ اللغة والأدب في BFAN في الاتحاد السوفيتي.
- في عام 1956، تخرجت ساريا فضولوفنا من معهد المعلمين الحكومي في الباشكير. ك. ا. تيموازيفا.
- في عام 1967 رافعت عن أطروحتها حول موضوع «لهجة كيبالياسكي للغة الباشكيرية.»
- في عام 1979، تم نشر دراسة بعنوان «لهجة اللغة الباشكيرية الجنوبية»، والتي شكلت أساس أطروحة الدكتوراه.
- في عام 1984 رافعت عن رسالة الدكتوراه حول موضوع «لهجة اللغة الباشكيرية الجنوبية».
- في عام 1991، تم نشر دراسة «اللهجة الشمالية الغربية للغة الباشكيرية».

جعلت ساريا ميرزانوفا من نفسها متخصصة في مجال علم اللغات التركية والباشكيرية، وكذلك الصناعة المعجمية. لديها أكثر من 40 ورقة علمية منشورة. شاركت ساريا فضولوفنا أيضًا في تجميع قاموس اللهجات الباشكيرية في 3 مجلدات، الباشكيرية - الروسية، الروسية - الباشكيرية وغيرها من القواميس. نظرًا لكونها أيضًا أخصائية في علم اللغات، درست تفاعل اللغات على مستوى اللغة العامية واللغة الأدبية واللهجات. بالإضافة إلى كل هذا، كانت ساريا ميرزانوفا أيضًا عازفة فلكلورية، حيث قامت بجمع أعمال الفن الشعبي الباشكيري. كانت ساريا ميرزانوفا عازفة منفردة في فرقة الفولكلور «كبير» (Kubair)، أحد المشاركين والفائزين في العديد من المسابقات وعروض الأنشطة الفنية للهواة. في السبعينيات والثمانينيات من القرن الماضي، أصدرت شركة التسجيلات ميلودي رقماً قياسياً بأغاني الباشكير الشعبية التي تؤديها س. ف. ميرزانوفا. 
توفيت ساريا فضولوفنا ميرزانوفا في 25 نوفمبر 2000 في اوفا بعد مرض طويل. تم دفنها في مقبرة تيماشيفسكي بأوفا. 

## أعمال علمية
- لهجة الشمال الغربي للغة الباشكيرية. أوفا، 1991.
- اللهجة الجنوبية للغة الباشكيرية. M. 1979.
- حول العلاقات العرقية اللغوية القديمة لل Bashkirs والهنغاريين // التركمولوجيا السوفياتية. باكو، 1981. رقم 1. ص 44-45.

## ذاكرة
في ذكرى لها، تم تسمية شارع في وسط مقاطعة أبزيليلوفسكي في قرية أسكاروفو، شارع ساريا ميرزانوفا. 